# Psitacosàurids
Els psitacosàurids (Psittacosauridae) constitueixen una família de dinosaures ceratops anomenada per Osborn l'any 1923. La primera definició exacte del clade fou donada per Paul Sereno l'any 2005.
El grup consisteix en ceratops basals que visqueren en el que actualment és Àsia al Cretaci inferior. Només se'n coneixen dos gèneres: Hongshanosaurus i Psittacosaurus